# Elisabeth Dored
Elisabeth Braadland Dored född 1908 i Idd, död 1972, var en norsk författare.
Hon fick mottaga Bokhandlarpriset 1964, och har bland annat skrivit böcker som de historiska romanerna från kejsartidens Rom Jeg elsket Tiberius, Den fønikiske trappen och Pilatus og nasareeren.